# 271 (číslo)
Dvě stě sedmdesát jedna je přirozené číslo, které následuje po čísle dvě stě sedmdesát a předchází číslu dvě stě sedmdesát dva. Římskými číslicemi se zapisuje CCLXXI a řeckými číslicemi σοα.

## Matematika
271 je:
- Nešťastné číslo
- Nepříznivé číslo
- Tvoří prvočíselnou dvojici s číslem 269
- Součet jedenácti po  sobě jdoucích prvočísel (7 + 11 + 13 + 17 + 19 + 23 + 29 + 31 + 37 + 41 + 43)

## Astronomie
- (271) Penthesilea je planetka hlavního pásu, kterou objevil v roce 1887 Viktor Knorre

## Doprava
- Silnice II/271 je česká silnice II. třídy vedoucí na trase Litvínov – Klíny – Německo[1]

## Roky
- 271
- 271 př. n. l.